# Acronychia littoralis
Acronychia littoralis är en vinruteväxtart som beskrevs av T.G. Hartley & J. Williams. Acronychia littoralis ingår i släktet Acronychia och familjen vinruteväxter. Inga underarter finns listade i Catalogue of Life.